# 九井諒子
九井 諒子（くい りょうこ）は、日本の漫画家。

## 来歴
同人作家としての一面も持ち、同人誌即売会、pixiv、自身のウェブサイトなどで作品を発表していた。
2011年より商業誌にて作品の発表を開始。
2013年『ひきだしにテラリウム』で第17回文化庁メディア芸術祭マンガ部門優秀賞受賞。
2014年自身初の長編連載『ダンジョン飯』を年10回刊漫画誌『ハルタ』で開始した。本作で「2015年度 コミックナタリー大賞」「2016年度このマンガがすごい!」「THE BEST MANGA このマンガを読め!2016」「全国書店員が選んだおすすめコミック 2016」のすべてで1位を獲得している。
2024年『ダンジョン飯』でハーベイ賞BestManga部門受賞、第55回星雲賞コミック部門を受賞。

## 作品

### 連載作品
- ダンジョン飯（2014年 - 2023年、エンターブレイン→KADOKAWA、ビームコミックス→ハルタコミックス、全14巻）

### 短編集など
- 竜の学校は山の上 九井諒子作品集（イースト・プレス、2011年3月30日発行、ISBN 978-4-78-160545-6）
- 九井諒子作品集 竜のかわいい七つの子（エンターブレイン、ビームコミックス、2012年10月15日発行、ISBN 978-4-04-728408-1）
- ひきだしにテラリウム（イースト・プレス、2013年3月27日発行、ISBN 978-4-78-160948-5）
- 九井諒子ラクガキ本 デイドリーム・アワー（KADOKAWA、ハルタコミックス、2024年1月15日発行、ISBN 978-4-04-737646-5）- 後述の雑誌付録版「デイドリーム・アワー」に加え、ブログに載せたイラストや「ダンジョン飯」連載中のスケッチなどを加えたもの。

### その他
- 九井諒子ラクガキ本
  - デイドリーム・アワー（『ハルタ』volume37に付属[6]）
  - デイドリーム・アワー2（『ハルタ』volume41に付属[7]）
  - デイドリーム・アワー3（『ハルタ』volume74に付属[8]）
  - デイドリーム・アワー4（『ハルタ』volume81に付属[9]）
  - デイドリーム・アワー5（『ハルタ』volume96に付属[10]）

## イベントなど
- 九井諒子「竜のかわいい七つの子」「竜の学校は山の上」合同原画展（2012年10月1日 - 11月17日）